# Герб Новосибирской области
Герб Новосиби́рской о́бласти — официальный символ Новосибирской области (наряду с флагом).
Действующий герб области утверждён Законом «О гербе Новосибирской области», принятом Новосибирским областным Советом депутатов 29 мая 2003 года, подписанном главой администрации области 5 июня 2003 года, и внесён в Государственный геральдический регистр Российской Федерации с присвоением регистрационного номера 1214.

## Описание
Геральдическое описание герба гласит:

Герб Новосибирской области представляет собой геральдический щит, в серебряном (белом) поле которого лазоревый (синий, голубой) столб и поверх него два обращённых друг к другу чёрных соболя с червлёными (красными) языками, серебряными (белыми) внутренними сторонами ушей, носами, горлами и когтями, держащих передними лапами золотой каравай с солонкой, сопровождённые в оконечности чёрным нитевидным поясом, переменяющим на столбе цвет на серебряный (белый).— Закон Новосибирской области «О гербе Новосибирской области»

## Обоснование символики
Герб Новосибирской области составлен в соответствии с правилами геральдики и отражает исторические, социально-экономические, культурные и иные местные особенности.
Лазоревый столб — символ реки Оби, протекающей по территории Новосибирской области. Два чёрных соболя поверх столба, обращённые друг к другу, — элементы в составе герба Сибири («по иерархической связи соболя по праву могут украшать герб области, единственной из сибирских регионов, содержащей в своем названии слово „Сибирь“») и герба Новосибирска — города, «сыгравшего основополагающую роль в формировании области». Фигуры соболей в гербе Новосибирской области олицетворяют «преемственность поколений, традиции, историческую память».
Золотой каравай с солонкой — символ сельскохозяйственной специфики Новосибирской области, а также символ благополучия, изобилия, гостеприимства, восходящих надежд. Образ каравая связан с известной пословицей: «Хлеб — всему голова». Силуэт этой фигуры повторяет очертания купола здания Новосибирского театра оперы и балета — одной из главных культурных достопримечательностей административного центра области, и таким образом символизирует «славную историю области, богатейшие культуру и искусство, образование, просвещение, взаимопонимание, гуманизацию». В целом эмблема «каравай-купол» отражает «единство жителей населяющих область, высокий духовный и культурный потенциал области».
Чёрный нитевидный пояс — символ Транссибирской магистрали, проходящей через Новосибирскую область. Её пересечение с Обью является «основным историческим фактором рождения г. Новосибирска в 1893 г. и как продолжение этого — создания Новосибирской области с центром в Новосибирске в 1937 г.».
Серебро, зелень, лазурь — основные цвета гербов Сибирского царства и Новосибирска. Серебро символизирует чистоту помыслов, преданность, веру, а также «природное, климатическое своеобразие области, региона, особенный характер, стойкость сибиряков», «заснеженные просторы, характерные для весьма длительного периода суровой сибирской зимы».